# František Nábělek
Frantisek Nábelek ( 1884 - 1965 ) fue un botánico, pteridólogo, y profesor checo. Fue rector de la Universidad Comenius.

## Biografía
De 1939 a 1950 fue profesor de botánica en la facultad del Instituto de Ciencia de la Universidad Comenius de Bratislava, Eslovaquia. De 1944 a 1950 director de su Jardín botánico, y dio conferencias en la Facultad de Farmacia SVST; y, de 1953 a 1960 trabajó en el arboreto SAV en Mlyňany. 
Falleció el 10 de junio de 1965 a los 81 años, en Uherske Hradiste, Eslovaquia.

### Libros
- 1925. Iter Turcico-Persicum: Plantarum collectarum enusueratio. Compositae. E.d. Přírodověd. fakulta Masaryk. univ. 57 ll

- františek Benčatʼ, františek Nábělek, gejza Steinübel. 1956. Arborétum Mlyňany: vždyzelený park (Arboreto Mlyňany: parque de madera de boj). Ed. Vydavatels̕tvo Osveta. 70 pp

## Honores

### Epónimos
- (Poaceae) Nabelekia Roshev.[2]
- La abreviatura «Nábelek o Nábělek» se emplea para indicar a František Nábělek como autoridad en la descripción y clasificación científica de los vegetales.[3]